# Liste der Monuments historiques in Rouillac (Côtes-d’Armor)
Die Liste der Monuments historiques in Rouillac (Côtes-d’Armor) führt die Monuments historiques in der französischen Gemeinde Rouillac auf.

## Liste der Objekte
| Bezeichnung | Beschreibung | Standort                       | Kennzeichnung | Schutzstatus | Datum | Bild           |
| ----------- | ------------ | ------------------------------ | ------------- | ------------ | ----- | -------------- |
| Taufbecken  | Granit, 1829 | in der Kirche St-Pierre (Lage) | PM22001059    | Classé       | 1971  | weitere Bilder |